# Société salariale
La société salariale est une notion sociologique développée par le sociologue Robert Castel pour caractériser une société dans laquelle la population active est à majorité salariée.

## Définition
Robert Castel définit la société salariale comme "une société dans laquelle l'identité sociale se fonde sur le travail salarié plutôt que sur la propriété"
Michel Aglietta et Anton Brender ajoutent que dans la société salariale, "les différenciations principales se trouvent à l'intérieur du salariat"

## Droits et propriété sociale
À la société salariale, lui est attachée la propriété sociale qui confère des droits aux salariés. Ces droits sociaux sont constitutifs de la condition salariale.